# Dolent

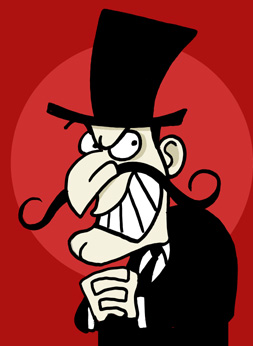
Un dolent estereotípic, comú en el cinema mut de principis del, amb elegant vestit negre bigoti empolainat i gest maníac.

El dolent és el nom popular català per a l'antagonista, ja que usualment era una persona que buscava el mal i s'oposava a l'heroi, bo per definició. La ficció moderna, però, ha canviat aquesta concepció i els personatges són més complexos, no estan dividits tan netament en un maniqueisme. Un terme usat per metonímia és el de vilà. El vilà, etimològicament, és l'habitant que no viu a ciutat, que ve de la vila o del camp. Com que els ciutadans encarnaven l'ideal de la civilització i s'assimilaven als cavallers, les persones educades i que es movien per honor, la paraula "vilà" va anar adquirint connotacions negatives fins a esdevenir sinònim de malvat o de vilesa. L'acció del dolent s'encamina a impedir que el protagonista aconsegueixi el seu objectiu o a intentar una acció èticament reprovable (com un crim) que l'heroi ha d'evitar.

## Motivacions dels dolents
Els dolents ho poden ser per natura, com els dimonis o genis. Llavors no cal explicar les motivacions que els porten a actuar així, volen el mal, la destrucció.
En canvi hi ha dolents que persegueixen la venjança o que motius personals han fet que es passessin al bàndol oposat (com Darth Vader). La ficció té aleshores un moment, usualment narrat en forma de retorn enrere o de diàleg entre personatges, en el qual s'explica el perquè del canvi i es prova d'acostar-se a la lògica de les accions de l'antagonista.
També hi ha dolents per hibris clàssica (desmesura), aquells que volen transgredir les normes per ambició o set de coneixement i poder. Són els capitalistes, tirans, personatges que busquen la immortalitat, savis que volen descobrir secrets prohibits o covards que s'alien amb els governants tot i no ser el millor per a la societat. Van en contra de l'harmonia general i per això són condemnats ja des de la tragèdia grega.
Els malalts de tota classe (o les mutacions) fan que els dolents ho siguin sense tenir consciència de ser-ho, augmentant el patetisme de les seves accions, de les quals sovint en són les primeres víctimes. Aquesta figura va sorgir a finals del segle xix i es va generalitzar durant el XX.

## Estereotips
- El Senyor Fosc: el típic dolent que vol conquerir el món, la galàxia o el Cosmos sencer. Per això disposa de gran poder i exèrcits per poder complir els seus objectius.
- El científic boig: és una persona que intenta fer un experiment contra les lleis de la natura i la moral. També pot voler dominar el món gràcies a invents, armes o objectes màgics, com és usual en les obres paròdiques i infantils, on els dolents tenen sentiments de megalomania.
- El rival: persegueix el mateix objectiu que el protagonista, normalment l'amor d'una noia, un objecte o l'honor i per això l'acció esdevé una cursa entre els dos, on el rival sovint recorre a mètodes poc ètics per accelerar el seu procés
- Dimonis, genis, esperits malèfics: són éssers essencialment dolents, encarnació de déus caiguts o forces prohibides i que intenten la destrucció de l'ésser humà o l'equilibri existent. En la ficció moderna s'han transformat en arxienemics dels superherois, dictadors i terroristes
- Pertorbats mentals, com el psicòpata, els assassins en sèrie o les persones que actuen per revenja o un trauma no superat, són propis del segle XX i del cinema de terror
- El doble: representa el revers de l'heroi, com el Hyde del Dr Jekyll, els bessons malvats o els déus de les antigues epopeies que simbolitzaven el costat fosc
- El seductor o la seductora: persones que usen el sexe per fer sucumbir els protagonistes, van tenir un auge amb el cristianisme però venen de l'arquetip de la vagina dentata mitològica. Les obres modernes l'encarnen com un Don Joan o femme fatale.
- Agent del mal: són persones que creuen servir un poder superior que els ordena actuar així, com els sacerdots diabòlics, els acòlits dels genis o els enviats per líders a la foscor. Aquests són els que actuen a la trama, ja que el director sol aparèixer al final o estar ocult, per augmentar el suspens
- Criminals comuns
- El traïdor: és un personatge que comença al costat del protagonista però que comet traïció per motius personals i acaba passant-se al bàndol enemic, sol ser proper a l'heroi per augmentar la decepció[3]
- El dolent errat: és una figura que creu actuar correctament i que confon l'heroi amb un dolent, per tant el combat per una bona causa. Usualment la història acaba mostrant la veritat i els dos personatges s'alien
- Monstres, animals salvatges
- Virus, amenaces no materials i extraterrestres: són dolents abstractes, freqüents a la ciència-ficció. També pot ser un robot descontrolat